# 풀비오 베르나르디니
풀비오 베르나르디니(이탈리아어: Fulvio Bernardini ˈfulvjo bernarˈdiːni[*]; 1905년 12월 28일, 라치오 주 로마 ~ 1984년 1월 13일, 라치오 주 로마)는 이탈리아의 축구 선수이자 감독으로, 현역 시절 미드필더로 활약했다. 그는 축구 선수로서도 감독으로서도 이탈리아 역사상 손꼽히는 인물이기도 하다.

## 클럽 경력
현역 시절, 베르나르디니는 라치오, 인테르나치오날레, 로마, 그리고 MATER 등의 구단에서 활약했다.

## 국가대표팀 경력
국제 무대에서 베르나르디니는 1928년 하계 올림픽의 동메달을 획득한 이탈리아 국가대표팀의 일원이기도 했다.

## 감독 경력
현역 은퇴 후, 베르나르디니는 감독으로 전향하여 로마, 비첸차, 피오렌티나(1955-56 시즌 리그 우승), 라치오(1957-58 시즌 코파 이탈리아 우승), 볼로냐(1963-64 시즌 리그 우승), 삼프도리아, 그리고 브레시아를 거쳐 1974년에서 1975년 사이 이탈리아 국가대표팀 감독직을 역임했다.

## 사생활
베르나르디니는 로마 출신이며, 영면에 든 곳도 로마였다.
그는 로마의 명예의 전당 헌액자이기도 하다.

## 수상

### 선수
이탈리아
- 하계 올림픽 동메달: 1928
- 중부 유럽 국제컵
  - 우승: 1927-30
  - 준우승: 1931-32

### 감독
피오렌티나
- 세리에 A: 1955–56

라치오
- 코파 이탈리아: 1958

볼로냐
- 세리에 A: 1963–64

### 개인
- 황금 파종자상: 1955–56[1]
- 이탈리아 축구 명예의 전당: 2011[6]
- 로마 명예의 전당: 2012[5]
- 피오렌티나 명예의 전당: 2012[7]

## 참고
1. ↑  일부 출처에서는 그가 1906년 1월 1일 출생인 것으로 나온다.